# 札幌ウインズFC
札幌ウインズFC（さっぽろウインズFC）とは、北海道札幌市をホームタウンとするサッカーのクラブチームである。

## 概略
元気な「風の子」という意味で、「札幌ウインズ(WINDS)FC」と命名された。
2004年・2005年と北海道サッカーリーグ昇格を賭けてブロックリーグ決勝大会に出場するも、ともに入れ替え戦で敗れ昇格はならなかった。2006年にブロックリーグ決勝大会を勝ち抜き、翌年の北海道サッカーリーグに昇格。
2008年に主に北海道の道央のプロのコンサドーレ札幌とアマチュア社会人のチームが対戦する為に創設された北海道チャンピオンズスーパーリーグに参加した。9月14日に行われた初戦の相手はコンサドーレ札幌で、11対2で大敗した。11月24日にもコンサドーレ札幌と対戦し、9対2で大敗している。
また、札幌ウインズFCは札幌フットサルリーグのウインターステージ1部にも所属し、フットサルでも活動している。
2014年3月、チーム事情によりチームを解散することをブログで発表した。

## 成績
| 年度 | 所属         | 順位 | チーム数 | 勝点 | 試合 | 勝 | 分 | 敗 | 得点 | 失点 | 得失 | 出典   |
| ---- | ------------ | ---- | -------- | ---- | ---- | -- | -- | -- | ---- | ---- | ---- | ------ |
| 2003 | 道央ブロック | 4位  | 5        | 7    | 8    | 2  | 1  | 5  | 17   | 35   | -18  | [ 2 ]  |
| 2004 | 道央ブロック | 優勝 | 6        | 26   | 10   | 8  | 2  | 0  | 46   | 5    | +41  | [ 3 ]  |
| 2005 | 道央ブロック | 優勝 | 6        | 27   | 10   | 9  | 0  | 1  | 29   | 10   | +19  |        |
| 2006 | 道央ブロック | 優勝 | 6        | 22   | 10   | 7  | 1  | 2  | 52   | 16   | +36  |        |
| 2007 | 北海道       | 2位  | 8        | 28   | 14   | 9  | 1  | 4  | 39   | 28   | +11  | [ 4 ]  |
| 2008 | 北海道       | 5位  | 8        | 18   | 14   | 6  | 0  | 8  | 41   | 35   | +6   | [ 5 ]  |
| 2009 | 北海道       | 4位  | 6        | 12   | 10   | 3  | 3  | 4  | 18   | 27   | -9   | [ 6 ]  |
| 2010 | 北海道       | 6位  | 6        | 3    | 10   | 1  | 0  | 9  | 6    | 49   | -43  | [ 7 ]  |
| 2011 | 道央ブロック | 3位  | 6        | 17   | 10   | 5  | 2  | 3  | 30   | 18   | +12  | [ 8 ]  |
| 2012 | 札幌ブロック | 3位  | 6        | 18   | 10   | 6  | 0  | 4  | 35   | 19   | +16  | [ 9 ]  |
| 2013 | 札幌ブロック | 5位  | 6        | 10   | 10   | 3  | 1  | 6  | 15   | 30   | -15  | [ 10 ] |

## タイトル

### リーグ戦
- 道央ブロックリーグ：3回
  - 2004年、2005年、2006年